# Katsina (Kõue)
Katsina – wieś w Estonii, w prowincji Harju, w gminie Kõue.